# 朱點人
朱點人（1903年—1951年1月20日），臺北艋舺（今萬華區）人，本名朱石頭，後改名朱石峰，筆名朱點人、描文、文苗，台灣日治時期的作家。

## 生平
朱點人於1918年自老松公學校（現老松國小）畢業，之後進入臺北醫學專門學校（1936年併入台北帝國大學為大學附屬醫學專門部，與醫學部為雙軌制）當雇員。1933年與王詩琅、郭秋生等組織臺灣文藝協會，發行刊物《先發部隊》，第一期後改名《第一線》再發行，對民間文學整理頗有建樹。第二次世界大戰後，朱點人由於不滿國民政府的統治與二二八事件的刺激，思想逐漸左傾，並且加入中國共產黨台北市工作委員會，1949年在白色恐怖下被捕，1951年1月20日遭到槍斃。

## 文學歷程
朱點人為日治時期以漢文書寫的重要作家，張深切曾稱之為「臺灣創作界的麒麟兒」，因用白話文創作的台灣新文學（漢文系統，另有以日文書寫的台灣新文學部份）到其與同代者手中才茁壯成熟。可惜台灣新文學中文書寫系統到1937年因日本當局全面禁刊各報漢文欄而受阻，而潛入地下成為文學暗流。
其早期作品傾向由男女戀愛表現知識分子對個人自由的追求，後期作品則寫實性與批判性較濃厚，如《脫穎》描寫日本化的臺灣人，《秋信》則觸及日本在台灣統治的鞏固與遺老的悲涼心情。

## 家族
- 兒子 朱時宜

## 重要作品
1. 1934  《紀念樹》，《先發部隊》第一期，1934年7月15日。
2. 1934  《無花果》，《台灣文藝》第一期，1934年11月15日。
3. 1935  《蟬》，《第一線》第一期，1935年1月6日
4. 1935  《安息之日》，《台灣文藝》二卷七號，1935年7月1日。
5. 1936  《秋信》，《台灣新文學》一卷二號，1936年3月3日。
6. 1936  《脫穎》，《台灣新文學》一卷十號，1936年11月5日。[3]

粗體文字

## 作品在戰後的出版情況
1. 陳逸雄/編譯，《台灣抗日小說選》，東京都：研文社，1988年。
2. 張恆豪/編，《王詩琅、朱點人合集》，臺北市：前衛出版社，1991年。

## 外部連結
- 國立彰化師範大學台灣文學研究所>李坤隆「朱點人及其小說初探」[]
- 國立台灣文學館文學知識平台>小事典>12月，朱點人發表小說〈脫穎〉於《臺灣新文學》第1卷10號 （页面存档备份，存于）
- 白色恐怖受難者故事>左傾作家朱點人：地下組織臨近士林官邸，慘遭槍決 （页面存档备份，存于）